# The Spectator
|  | Aquest article tracta sobre la revista actual. Vegeu-ne altres significats a «The Spectator (1711)». |

The Spectator és una revista setmanal britànica publicada per primera vegada el 6 de juliol de 1828. Els seus propietaris són David i Frederick Barclay, que també són amos del Daily Telegraph.
Els seus àmbits principals són la política i la cultura. La seva línia editorial és generalment conservadora i de centredreta, tot i que alguns dels seus col·laboradors regulars com Frank Field i Martin Bright escriuen des d'una perspectiva més d'esquerra. La revista també té extenses seccions dedicades a l'art, on s'escriu sobre llibres, música, òpera i crítiques de cinema i televisió. A la darreria de l'any 2008, va començar a publicar-se Spectator Austràlia, que ofereix dotze pàgines de «contingut únicament australià» (incloent una pàgina editorial especial) a més del contingut britànic complet. La revista tenia el 2008 una tirada de 77.146 exemplars.
Ser editor de The Spectator sovint va formar part de la ruta als alts càrrecs al Partit Conservador; alguns dels seus antics redactors inclouen a Iain Macleod, Ian Gilmour i Nigel Lawson, tots ells van arribar a ser ministres. Ser editor també pot resultar un trampolí per aconseguir algun càrrec públic, com va passar amb Boris Johnson, l'alcalde conservador de Londres triat en 2008.